# Черепинка (притока Давидівки)
Черепинка — річка в Україні  у Львівському районі Львівської області. Права притока річки Давидівки (басейн Дністра ).

## Опис
Довжина річки  5 км. Формується багатьма безіменними струмками та загатами.

## Розташування
Бере початок на південній стороні від села Давидів. Тече переважно на південний схід через село Черепин та через листяний ліс і біля села Старе Село  впадає у річку Давидівку, праву притоку річки Лугу.

## Цікаві факти
- На річці існує декілька газових свердловин[4].